# 杞叔姬
杞叔姬（前7世纪？—前583年），魯国女性人物，鲁僖公的女儿，杞桓公的夫人，子叔姬的妹妹（娣）。
鲁成公四年（前587年），杞桓公至鲁国朝见鲁成公（僖公曾孙），他准备休弃杞叔姬，于是先行来朝，向鲁国说明理由。鲁成公五年（前586年）正月，杞叔姬被休弃，回到了鲁国。鲁成公八年（前583年）冬十月癸卯，杞叔姬卒。《左传》解释，因为她被杞国休弃回到鲁国，所以《春秋经》加以记载。鲁成公九年（前582年）正月，杞桓公至鲁国來迎接叔姬的灵柩，回到杞国。是由于鲁国所请。杞叔姬之死，是因为被杞国遗弃。鲁国为了国家的颜面，让杞桓公迎接叔姬的灵柩。